# Эзминская ГЭС
Эзми́нская ГЭС — гидроэлектростанция на реке Терек в Северной Осетии, в Затеречном районе города Владикавказа, у села Эзми. Входит в Терский каскад ГЭС, являясь его верхней (на территории России) ступенью . Вторая по мощности (после Зарамагской ГЭС-1) электростанция Северной Осетии. Эзминская ГЭС входит в состав Северо-Осетинского филиала ПАО «РусГидро».

## Конструкция станции
Эзминская ГЭС представляет собой высоконапорную деривационную электростанцию. Деривация подводящая безнапорная, на большей части своей протяжённости выполнена в виде тоннеля. Станция не имеет крупного регулирующего водохранилища и работает по водотоку, при этом наличие бассейна суточного регулирования позволяет использовать ГЭС для работы в пиковом режиме. Установленная мощность электростанции — 60 МВт, среднегодовая выработка электроэнергии — 231 млн кВт·ч.
Сооружения гидроэлектростанции разделяются на головной узел, деривацию и напорно-станционный узел.
Головной узел (42°45′58″ с. ш. 44°37′57″ в. д.) расположен на реке Терек, предназначен для обеспечения забора воды в деривацию и очистки её от наносов. Сооружения головного узла находятся вблизи пограничного перехода «Верхний Ларс» и включают в себя:
- земляную плотину с железобетонным экраном, отсыпанную из гравелистого грунта, длиной 99,5 м и высотой 6,2 м. Экран представляет собой железобетонную стенку в виде массивной контрфорсной конструкции;
- эксплуатационный железобетонный двухпролётный водосброс, оборудованный сегментными затворами, пропускной способностью 500 м³/с. Водосброс оборудован металлическим мостовым переходом, используемым в служебных целях;
- трёхпролётный водоприёмник открытого типа, пропускной способностью 51 м³/с, оборудован сороудерживающей решёткой и плоскими затворами. В фундаментной плите водоприёмника расположены две донные промывные галереи пропускной способностью 34,5 м³/с;
- трёхкамерный отстойник длиной 82,5 м с тремя промывными отверстиями, промывной галереей и грязеспуском;
- колодец-гаситель длиной 12 м, сопрягающий отстойник с деривационным тоннелем;
- зимний обводной канал длиной 90 м, пропускной способностью 35 м³/с.

Напорные сооружения головного узла образуют небольшую аккумулирующую ёмкость (водохранилище) с отметкой нормального подпорного уровня (НПУ) 1123,5 м и проектным полезным объёмом 230 тыс. м³.
Деривация пропускной способностью 37,5 м³/с состоит из двух частей:
- безнапорного деривационного тоннеля подковообразного сечения длиной 7796 м, шириной по дну 3,4 м и высотой 3,4—3,55 м;
- открытого деривационного канала с бетонной облицовкой, трапецеидального сечения, длиной 547 м и шириной по дну 2 м.

Напорно-станционный узел включает в себя:
- напорный бассейн, состоящий из аванкамеры с гасительным колодцем, трёхкамерного водоприёмника турбинных водоводов и грязеспуска с промывной галереей;
- бассейн суточного регулирования (БСР) с отметкой НПУ 1102 м, площадью 0,067 км², полным объёмом 321,7 тыс. м³, полезным объёмом 280 тыс. м³. БСР представляет собой искусственную выемку, ограждённую земляной дамбой длиной 640 м и максимальной высотой 6 м. Дно и склоны БСР облицованы бетоном;
- регулятор БСР, примыкающий к аванкамере напорного бассейна, оборудованный двумя донными отверстиями;
- холостой водосброс БСР с расчетным расходом 37 м³/с, выполненный по типу бокового водослива с бетонным быстротоком с гасительным колодцем;
- трёхниточный стальной напорный турбинный водовод длиной 329—351 м, диаметром 1,9-1,6 м;
- здание ГЭС;
- отводящий канал длиной 655 м, облицованный бетоном на участке длиной 255 м.

В здании ГЭС установлены три вертикальных гидроагрегата мощностью по 20 МВт, с радиально-осевыми турбинами РО 310-В-160, работающими при расчётном напоре 164 м. Гидротурбины изготовлены предприятием «Уралгидромаш». Перед турбинами установлены дисковые затворы. Турбины приводят в действие гидрогенераторы СВ 320/110-12 УХЛ4, изготовленные предприятием «Электротяжмаш-Привод». Электроэнергия с генераторов на напряжении 10,5 кВ подаётся на трёхфазные силовые трансформаторы, а с них через открытое распределительное устройство (ОРУ) 110 кВ и комплектное распределительное устройство (КРУ) 35 кВ — в энергосистему по следующим линиям электропередачи:
- ВЛ 110 кВ Эзминская ГЭС — ПС Юго-Западная (Л-31);
- ВЛ 110 кВ Эзминская ГЭС — ПС РП-110 с отпайками (Л-8);
- ВЛ 110 кВ Эзминская ГЭС — ПС Кармадон (Л-25);
- ВЛ 110 кВ Эзминская ГЭС — ПС Казбеги;
- ВЛ 35 кВ Эзминская ГЭС — ПС Кавдоломит (Л-406).

Кроме того, имеется генераторное закрытое распределительное устройство (ЗРУ) напряжением 10 кВ, с шин которого по линиям 10 кВ производится энергоснабжение местных потребителей.

## История строительства и эксплуатации
Планом ГОЭЛРО предусматривалось строительство на Тереке в районе Дарьяльского ущелья Дарьяльской ГЭС мощностью 40 МВт. Однако, при разработке подробного проекта станции выяснилось, что Дарьяльская ГЭС требует слишком больших капитальных затрат, в частности по причине необходимости переноса участков Военно-Грузинской дороги, затопляемых водохранилищем проектируемой станции. В связи с этим, техническая комиссия «Главэлектро» СССР приняла решение отказаться от строительства Дарьяльской ГЭС в пользу Гизельдонской ГЭС.
К идее строительства ГЭС на Тереке вернулись в годы Великой Отечественной войны. В 1944 году было начато строительство Дзауджикауской ГЭС, введённой во временную в эксплуатацию в 1948 году. В 1949 году было начато строительство Эзминской ГЭС, спроектированной Тбилисским отделением института «Гидроэнергопроект». Строительство велось организацией «ЭзминГЭСстрой» Министерства строительства электростанций. На момент проектирования Эзминской ГЭС выше по течению было запланировано строительство Дарьяльской ГЭС, в водохранилище которой должно было происходить накопление наносов и осветление воды, в связи, с чем головные сооружения Эзминской ГЭС были спроектированы как временные и не обеспечивали полноценной очистки воды от наносов. В дальнейшем, это осложняло эксплуатацию станции, приводя к заиливанию бассейна суточного регулирования и повышенному износу гидротурбин. Проходка деривационного тоннеля станции (на тот момент и до ввода в эксплуатацию Зарамагской ГЭС-1 — самого длинного гидротехнического тоннеля в России) была произведена в 1951—1953 годах. Первый гидроагрегат Эзминской ГЭС был пущен 24 ноября 1954 года, второй и третий — в декабре того же года. В 1955 году станция была принята в постоянную эксплуатацию. В августе 1967 года при прохождении катастрофического паводка с расходами около 500 м³/с была разрушена грунтовая плотина головного узла. При восстановлении плотины её конструкция была усилена.
С момента завершения строительства и до конца 2019 года Эзминская ГЭС являлась крупнейшей электростанцией в Северной Осетии. В 2006 году в рамках реформы РАО «ЕЭС России», гидроэлектростанции Северной Осетии, в том числе и Эзминская ГЭС, были выделены из состава «Севкавказэнерго» в ОАО «Северо-Осетинская гидрогенерирующая компания», которое позднее было передано под контроль ОАО «ГидроОГК» (позднее переименованное в ОАО «РусГидро»). 9 января 2008 года ОАО «Северо-Осетинская гидрогенерирующая компания» было ликвидировано путём присоединения к ОАО «ГидроОГК», Эзминская ГЭС вошла в состав Северо-Осетинского филиала компании.

### Модернизация
До середины 2010-х годов станция существенно не реконструировалась, за исключением восстановления и усиления плотины головного узла после её разрушения в результате катастрофического паводка 1967 года, а также замены двух трансформаторов в 1985 и 1995 годах. Оборудование и сооружения станции устарели, износились и стали требовать модернизации. В 2013 году с ВНИИГ им. Б.Е. Веденеева был заключён договор на выполнение работ по созданию проекта комплексной модернизации станции. В 2014-2017 годах были проведены работы по реконструкции головного узла, в ходе которых отстойник был удлинён на 32,5 м, что позволило значительно повысить его эффективность, а также был построен зимний обводной канал, что дало возможность проводить в дальнейшую реконструкцию головного узла без остановки станции.
В 2020 году были начаты работы по полной реконструкции станции. Они включали в себя замену гидроагрегатов, всего кранового и гидромеханического оборудования (затворов, сороудерживающих решеток), силовых трансформаторов и распределительных устройств (с изменением электрической схемы станции на более надёжную, внедрением элегазового оборудования на ОРУ-110 кВ и замены ОРУ-35 кВ на КРУН-35 кВ закрытого типа), внедрение современной автоматизированной системы управления технологическим процессом. Были капитально отремонтированы гидротехнические сооружения с заменой повреждённого бетона, укреплён грунт под сооружениями головного узла и напорными водоводами. К маю 2021 года, были определены поставщики гидротурбин с предтурбинными затворами (завод «Уралгидромаш») и генераторов (ООО «Электротяжмаш-Привод»), крана машинного зала, гидромеханического оборудования, силовых трансформаторов и оборудования распределительных устройств, начаты работы по реконструкции головного узла и здания ГЭС. К началу 2024 года была завершена замена гидроагрегатов, мощность станции возросла до 60 МВт. Все работы по модернизации станции были завершены в ноябре 2024 года.